# Araneus zygielloides
Araneus zygielloides là một loài nhện trong họ Araneidae.
Loài này thuộc chi Araneus. Araneus zygielloides được Ehrenfried Schenkel-Haas miêu tả năm 1963.